# Mięso (Ironica)
Mięso (Ironica) – polski film fabularny z 1993 r., w reżyserii Piotra Szulkina, który jest również scenarzystą. Film w prześmiewczy sposób podchodzi do historii Polski i jej mieszkańców. Wydarzenia historyczne w filmie są przedstawione w kontekście dostępności mięsa, zwanego w PRL-u "surowcem strategicznym", ponieważ podwyższanie jego cen często kończyło się zmianą ekipy rządzącej. Film jest kolażem socjologicznego eseju, komedii muzycznej i kabaretowej groteski.

## Obsada
- Ewa Frąckiewicz – narrator
- Zofia Saretok – narrator
- Włodzimierz Musiał – narrator
- Iga Konińska – mała dziewczynka
- Artur Przybysz – mały chłopiec
- Zygmunt Fok – biskup
- Karolina Nowakowska – dziewczynka w stroju komunijnym
- Alfred Freudenheim – milicjant na mównicy

## Nagrody
1994:
- Wielka Nagroda na MFFK w Oberhausen dla Piotra Szulkina
- nagroda FIPRESCI na MFFK w Oberhausen dla Piotra Szulkina
- Srebrny Smok na MFFK w Krakowie dla Piotra Szulkina
- Główna Nagroda w kategorii filmu eksperymentalnego na FFT Keszthely
- nagroda dziennikarzy na FFT w Keszthely